# Louis Verhelst

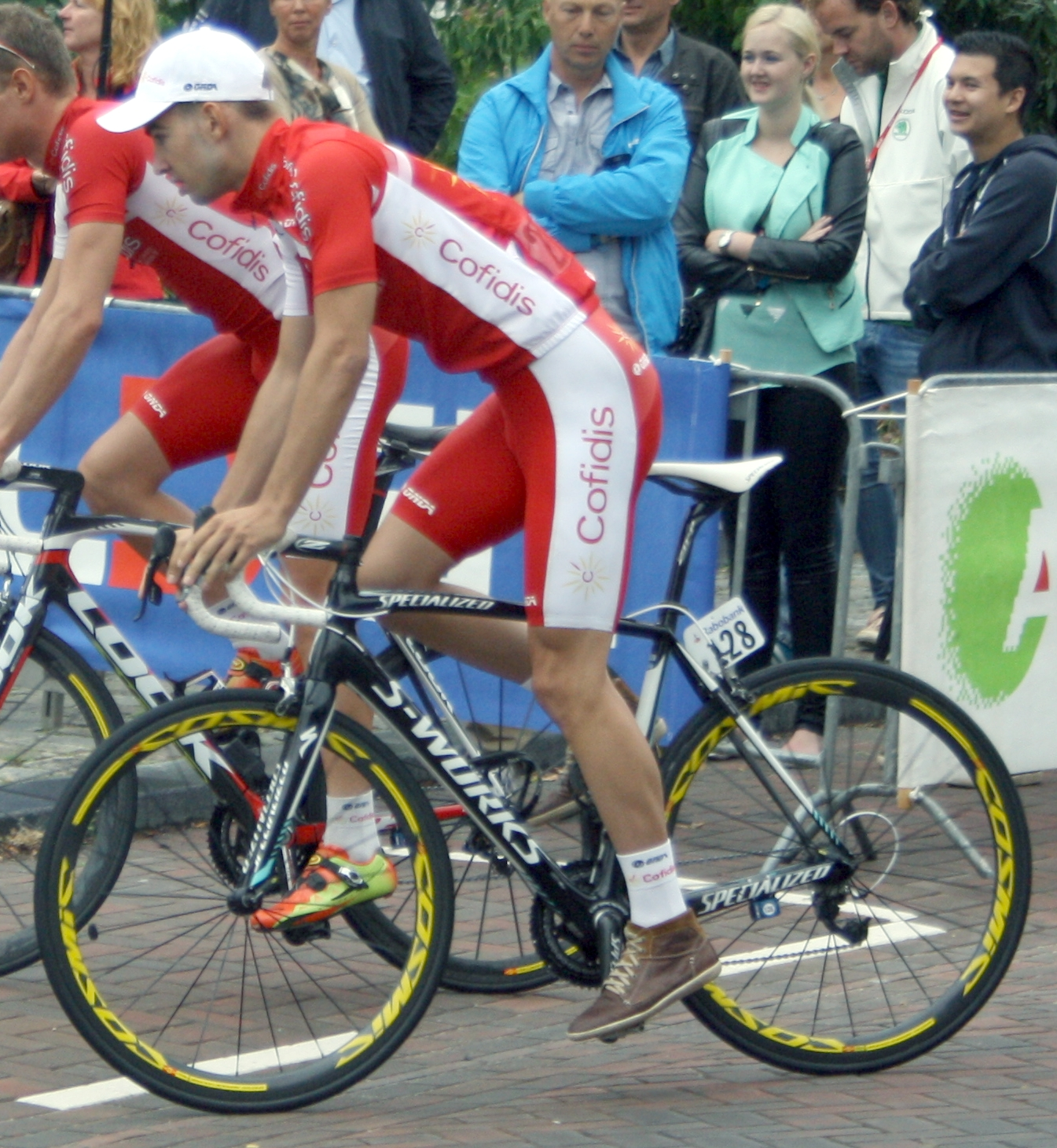
Louis Verhelst beim World Ports Classic 2013

Louis Verhelst (* 28. August 1990 in Menen) ist ein belgischer Straßenradrennfahrer.
Louis Verhelst gewann 2008 in der Juniorenklasse den Grand Prix Bati-Metallo. 2012 fuhr er für die Nachwuchsmannschaft EFC-Omega Pharma-Quick Step, wo er jeweils eine Etappe der Tour de l’Eure-et-Loir und der Trois Jours de Cherbourg gewann. 2013 fuhr Verhelst für das Continental Team Etixx-iHNed, Farmteam von Omega Pharma-Quick Step. In diesem Jahr gewann er jeweils eine Etappe bei der Boucle de l’Artois, beim Circuit des Ardennes und bei der Tour de Bretagne. Ende der Saison fuhr er als Stagiaire für Cofidis, wo er bis 2015 blieb.

## Erfolge
2013
- eine Etappe Boucle de l’Artois
- eine Etappe Circuit des Ardennes
- eine Etappe Tour de Bretagne

2017
- drei Etappen Tour Ivoirien de la Paix

## Teams
- 2012 EFC-Omega Pharma-Quick Step
- 2013 Etixx-iHNed
- 2013 Cofidis, Solutions Crédits (Stagiaire)
- 2014 Cofidis, Solutions Crédits
- 2015 Cofidis, Solutions Crédits
- 2016 Roubaix Métropole européene de Lille
- 2017 Pauwels sauzen-Vastgoedservice